# Гирмантовцы
Ги́рмантовцы (бел. Гірмантаўцы) — агрогородок в Городищенском сельсовете Барановичского района Брестской области Белоруссии, в 26 км от города Барановичи, на линии Барановичи — Лида. Население — 227 человек (2023).
В основе названия балтийский (литовский) термин giria — лес. Название — производное от фамилии с литовским формантом -монт.

## История
Согласно переписи 1897 года, деревня в Городищевской волости Новогрудского уезда. На карте 1910 года деревня указана под названием Гримонтовцы.
С 1921 года в составе Польши, в гмине Городище Новогрудского повета Новогрудского воеводства. С 1939 года в составе БССР, с 15 января 1940 года в Городищенском районе Барановичской, с 8 января 1954 года Брестской области, с 25 декабря 1962 года в Барановичском районе.
С июня 1941 по июль 1944 года оккупирована немецкими войсками. На фронтах войны погибло 15 односельчан.
С 12 октября 1940 года по 17 февраля 1975 года и с 6 августа 1978 года центр сельсовета.
В 2008 году деревня было преобразована в агрогородок.
До 26 июня 2013 года агрогородок входил в состав Гирмантовского сельсовета.

## Население
По состоянию на 1 января 2023 года в агрогородке проживало 227 человек в 90 хозяйствах, в том числе 49 моложе трудоспособного возраста, 119 — в трудоспособном возрасте и 59 — старше трудоспособного возраста. 
| Численность населения (по переписи) | Численность населения (по переписи) | Численность населения (по переписи) | Численность населения (по переписи) | Численность населения (по переписи) | Численность населения (по переписи) | Численность населения (по переписи) | Численность населения (по переписи) | Численность населения (по переписи) |
| 1897                                | 1909                                | 1921                                | 1939                                | 1959                                | 1970                                | 1999                                | 2009                                | 2019                                |
| ----------------------------------- | ----------------------------------- | ----------------------------------- | ----------------------------------- | ----------------------------------- | ----------------------------------- | ----------------------------------- | ----------------------------------- | ----------------------------------- |
| 350                                 | ↗403                                | ↘380                                | ↗420                                | ↘315                                | ↘151                                | ↗337                                | ↘269                                | ↘206                                |

## Достопримечательности
- Братская могила советских воинов и партизан, памятник землякам. Похоронены пять воинов и партизан (1 известен; 4 неизвестны), погибших в боях с немецкими войсками в 1941—1944 годах. В 1986 году на могиле установлена стела. Памятник увековечивает также память 57 земляков, погибших в годы Великой Отечественной войны[9].